# Strada nazionale 10 (Marocco)
La strada nazionale 10 (N 10) in Marocco è una strada che collega Agadir a Bouarfa.